# Culicia excavata
Espèce
Statut CITES
Culicia excavata  est une espèce de coraux appartenant à la famille des Rhizangiidae.